# 章煥 (嘉靖戊戌進士)
章煥（1505年—？），字懋實，號東偁、陽華，又號石城，直隸蘇州府長洲縣民籍，吳縣人，明朝政治人物。

## 生平
嘉靖十年（1531年）應天府鄉試第一百二十二名舉人。嘉靖十七年（1538年）中式戊戌科會試第三百十七名，登第二甲第五十八名進士。授刑部主事，历官吏部员外郎、吏部考功司郎中，三十年五月升南京太僕寺少卿，三十四年五月升光禄寺卿，三十五年二月升都察院右僉都御史、巡視福興泉漳海道，章煥辭以權輕，乞假督撫銜，得節制全省調度兵食為便，上竟寢前命，留煥別用。四月改任鄖陽撫治，三十六年四月又改任河南巡撫，三十八年四月升右副都御史、總督漕運，因假道過家，遷延半載，尚未視事，被南京給事中馬出圖等人弹劾，詔錦衣衛械系至京訊治，發邊衛充軍。

## 著作
《華陽漫稿》十四卷。

## 家族
曾祖章思恭；祖父章澄；父章棟，號桐石；母唐氏；繼母魯氏。具庆下。兄章炤。弟章燦、章爌、章烨、章焯。